# Andreas Lonardoni

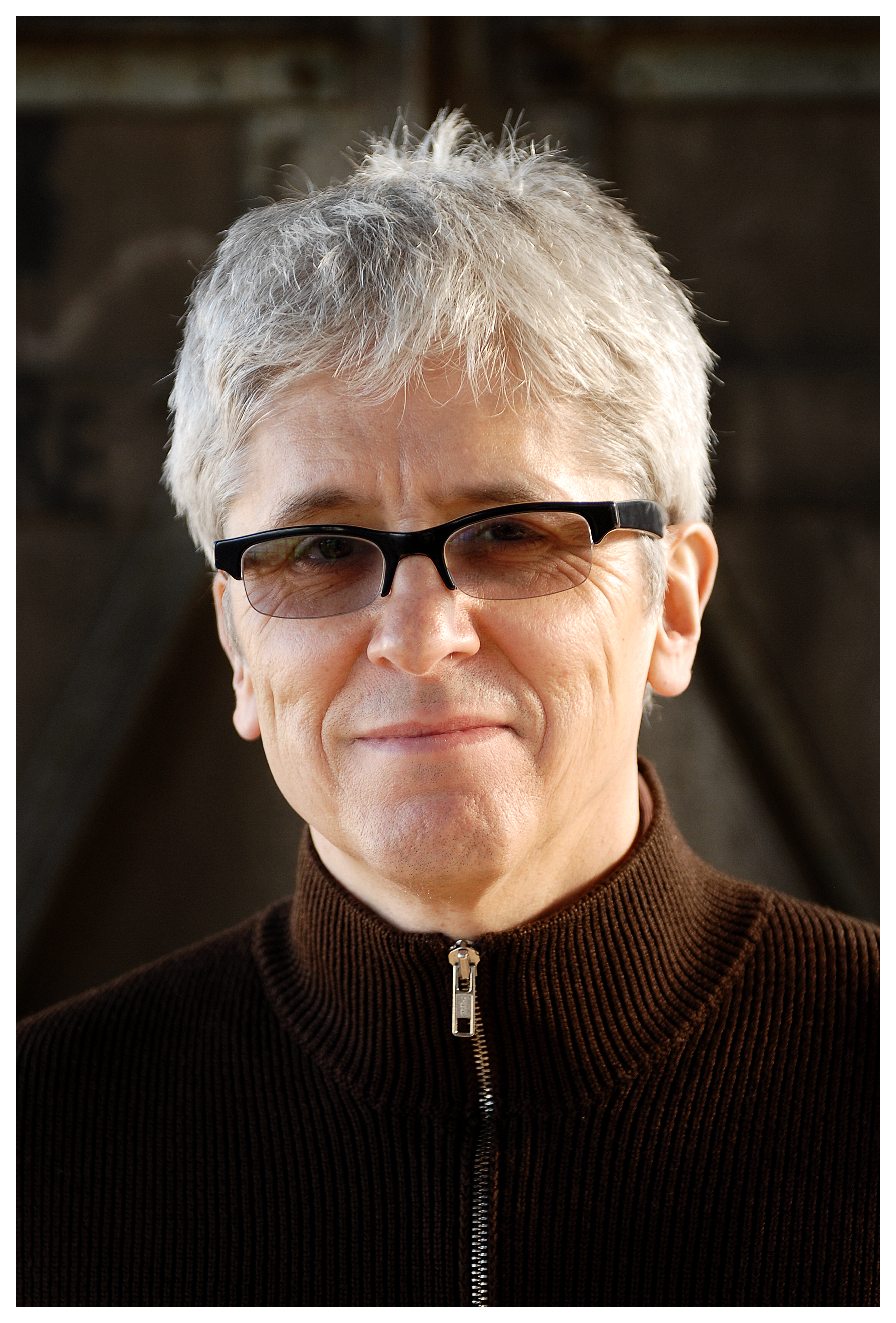
Andreas Lonardoni (2008)

Andreas Lonardoni (* 29. April 1956 in Esslingen am Neckar; † 1. Dezember 2018) war ein deutscher Bassist, Dozent, Filmkomponist und Buchautor.

## Leben
Andreas Lonardoni studierte von 1980 bis 1983 am Berklee College of Music in Boston. Er wirkte als E-Bassist auf über 250 CDs mit. Ab 1984 war er Dozent für E-Bass an der Musikhochschule Köln. Weitere Lehraufträge folgten an der HFM Hanns Eisler und der HdK Berlin. Ab 1985 begann Andreas Lonardoni mit der Publikation von Musiklehrbüchern. Von 2000 bis zu seinem Tod komponierte Andreas Lonardoni, zusammen mit seinem Partner Michael Klaukien, ausschließlich Filmmusik für TV- und Kinoproduktionen.

## Werke
Diskographische Hinweise
- Naima New Jazz Quintett: Morning Part One (JazzHausMusik, mit Wollie Kaiser, Jochen Schmidt, Ralf Schlüssel, Kurt Billker)
- Snooze (Lipstick 1997, mit Charlie Mariano, Peter Weniger, Rainer Brüninghaus, Paul Shigihara, Bodo Schopf)
- Andreas Lonardoni Group: Fusion (Sonoton 2001, mit Charlie Mariano, Peter Weniger, Volker Kunschner, Rainer Brüninghaus, Paul Shigihara, Bodo Schopf)
- The Andreas Lonardoni Group Featuring Jean-Marc Levier & Johnny Beretta: Cool Metal (Sonoton 2002)

### Filmmusiken
Filmmusik, komponiert und produziert von Michael Klaukien und Andreas Lonardoni. Eine Auswahl:
- Kino – Vares – The Sheriff, Spielfilm Finnland (2015), Regie: Hannu Salonen. Mit Antti Reini, Jasper Pääkkönen, Jukka Puotila u. a.
- ZDF – Der Kriminalist (3 Folgen 2014), “Verlorenes Glück”, “Ums Leben betrogen”, “Checker Kreuzkölln”, Regie: Christian Görlitz. Mit Christian Berkel, Janek Rieke u. a.
- ARD – Brezeln für den Pott, Komödie (2014), Regie: Matthias Steurer. Mit Hans Jochen Wagner, Ulrike C. Tscharre, Marian Meder u. a.
- ARD/WDR/ARTE – Frühjahr ´45, Dokumentarfilm (2014), Regie: Mathias Haentjes.
- ZDF – Der Kriminalist (2 Folgen 2013), “Puppenspieler”, “Tod im Paradies”, Regie: Christian Görlitz. Mit Christian Berkel, Janek Rieke u. a.
- WDR – Wir vor 100 Jahren, 5-teilige Living-History Doku. (2013), Regie: Mathias Haentjes. Mit Martin von Mauschwitz
- ZDF – Der Kriminalist (3 Folgen 2012), “Des Königs Schwert”, “Todgeweiht”, “Der Sobottka Clan”, Regie: Hannu Salonen. Mit Christian Berkel, Janek Rieke u. a.
- ARD/WDR/ARTE – Winter 42/43 – Kriegswende, Dokumentarfilm (2012), Regie: Mathias Haentjes, Nina Koshofer
- ARD – Verloren auf Borneo, Abenteuerfilm/Komödie (2012), Regie: Ulli Baumann. Mit Hannes Jaenicke, Mirjam Weichselbraun, Michael Fitz u. a.
- ARD – Die 6. Armee – Der Weg nach Stalingrad, Dokumentarfilm (2011), Regie: Heinrich Billstein
- NDR – Die Olympia Intrige: Das Doppelleben der Dora Ratjen, Dokumentarfilm (2011) nominiert für den Grimme-Preis 2012, Regie: Eric Friedler.
- ARD – Håkan Nesser – Verachtung (oder: Eine ganz andere Geschichte), Thriller (2011), Regie: Hannu Salonen. Mit Anders W. Berthelsen, Trine Dyrholm u. a.
- ARD/WDR/SWR – Fremde Heimat – Das Schicksal der Vertriebenen nach 1945, Doku. (2011), Regie: Erika Fehse, Henning Burk
- ARD/WDR/ARTE – Sommer 39, Dokumentarfilm (2009) World Media Award in Gold, Regie: Mathias Haentjes, Nina Koshofer
- Kino – Qi, auf den Spuren chinesischer Heilkunst, Dokumentarfilm (2008), Regie: Solveig Klaßen
- ARD – Woran dein Herz hängt, romantische Komödie (2008), Regie: Donald Kraemer. Mit Julia Koschitz, Oliver Mommsen, Doris Kunstmann, Peter Franke u. a.
- ARD – Der Zürich-Krimi (2): Borcherts Abrechnung, Krimi (2016), Regie: Carlo Rola. Mit Christian Kohlund, Ina Paule Klink, Janek Rieke, Robert Hunger-Bühler, Markus Boysen u. a.
- ARD – Der Zürich-Krimi (1): Borcherts Fall, Krimi (2016), Regie: Matthias Steurer. Mit Christian Kohlund, Katrin Bauerfeind u. a.
- ZDF – Ein Fall für zwei, Krimiserie (2 Folgen 2015) „Die chinesische Mauer“ (Folge 7) und „Grüne Soße“ (Folge 8), Regie: Hannu Salonen. Mit Antoine Monot Jr, Wanja Mues, Bettina Zimmermann u. a.

## Filmografie (Auswahl)
- 2002–2014: Tatort (Fernsehreihe)
  - 2002: Zartbitterschokolade
  - 2003: Die Liebe und ihr Preis
  - 2009: Tango für Borowski
  - 2010: Hilflos
  - 2012: Verschleppt
  - 2013: Scheinwelten
  - 2013: Melinda
  - 2014: Adams Alptraum
- 2003: Tochter meines Herzens (Fernsehfilm)
- 2007: Der Tod meiner Schwester
- 2007–2008: Commissario Laurenti (Fernsehreihe)
  - 2007: Tod auf der Warteliste
  - 2008: Der Tod wirft lange Schatten
- 2008: Die Patin – Kein Weg zurück (Fernsehdreiteiler)
- 2010: Aghet – Ein Völkermord (Dokumentarfilm)
- 2010: Sind denn alle Männer Schweine? (Fernsehfilm)
- 2010–2015: Sechs auf einen Streich (Fernsehreihe)
  - 2010: Des Kaisers neue Kleider
  - 2011: Aschenputtel
  - 2012: Hänsel und Gretel
  - 2013: Das Mädchen mit den Schwefelhölzern
  - 2014: Sechse kommen durch die ganze Welt
  - 2015: Die Salzprinzessin
- 2012: Der Sturz – Honeckers Ende (Dokumentarfilm)
- 2012: Weißes Blut (Dokumentarfilm)
- 2013: Die Hüter der Tundra (Dokumentarfilm)
- 2013: Kleine Schiffe (Fernsehfilm)
- 2014: Brezeln für den Pott
- 2014: Immer wieder anders (Fernsehfilm)
- 2014: Die Schlikkerfrauen (Fernsehfilm)
- 2015: Vier kriegen ein Kind (Fernsehfilm)
- 2015: 600 PS für zwei (Fernsehfilm)
- 2017: Zwei Bauern und kein Land
- 2017: Zwischen Himmel und Hölle

## Nominierungen und Preise
- Die Patin – Kein Weg zurück: Nominierung für den Deutschen Fernsehpreis 2009 als bester Mehrteiler.
- Die Olympia-Intrige: für den Grimme-Preis 2012 nominiert.
- Hänsel und Gretel: auf dem 49. Internationalen Film Festival in Chicago ausgezeichnet.
- Kleine Schiffe: für den Jupiter-Award 2014 nominiert.
- Das Mädchen mit den Schwefelhölzern: nominiert für den Grimme-Preis 2014.

## Lexikalischer Eintrag
- Jürgen Wölfer: Jazz in Deutschland. Das Lexikon. Alle Musiker und Plattenfirmen von 1920 bis heute. Hannibal, Höfen 2008, ISBN 978-3-85445-274-4.